# Di Giorgio
Di Giorgio – obszar niemunicypalny w Kern County, w Kalifornii (Stany Zjednoczone), na wysokości 148 m. Pierwszy urząd pocztowy w Di Giorgio otwarty został w 1944 roku.